# Ординалістська (порядкова) корисність
В економічній теорії, функція ординалістської (порядкової) корисності, це функція, яка відображує вподобання агента за допомогою ординалістської (порядкової) шкали. Згідно вимог ординалістської теорії має значення лише те, який варіант є кращим за інший, а не те, наскільки він є кращим.
За допомогою ординалістської (порядкової) корисності в мікроекономіці вивчається вибір споживача (споживчий вибір).  
Наприклад, припустимо, що Джордж говорить нам, що "я вважаю A кращим за B й B кращим за C". Вподобання Джорджа можуть бути представлені за допомогою функції u так:
{\displaystyle u(A)=9,u(B)=8,u(C)=1}
Але єдиним значущим посланням цієї функції є порядок: {\displaystyle u(A)>u(B)>u(C)}; наведені числа сенсу не мають. Отже, вподобаання Джорджа також можуть бути представлені за допомогою функції v:
{\displaystyle v(A)=9,v(B)=2,v(C)=1}
Функції u та v є ординалістсько-еквівалентними – вони однаково добре відображують вподобання Джорджа.
Порівняйте це з положенням кардиналістської теорії корисності, яка стверджує, що розбіжності між вподобаннями також є важливими. В функції u розбіжність між A та B є меншою, ніж між B та C, тоді як в функції v усе навпаки. Відтак, функції u та v не є кардиналістсько-еквівалентними.
Концепцію ординалістської корисності вперше було введено Вільфредо Парето у 1906.

## Визначення
Припустимо, що множина усіх держав у світі є {\displaystyle X} й агент має відносини вподобання серед {\displaystyle X}. Взагалі для позначення відношень слабкого вподобання використовується {\displaystyle \preceq }, так що {\displaystyle A\preceq B} читається "агент бажає B не менше, ніж A" (див. Відношення переваги).
Символ {\displaystyle \sim } (тильда) використовується як скорочення для позначення відношення еквівалентності (байдужості): {\displaystyle A\sim B\iff (A\preceq B\land B\preceq A)}, що читається як "A еквіалентно B". (див. знак кон'юнкції)
Символ {\displaystyle \prec } використовується як скорочення для позначення відношення строгої переваги: {\displaystyle A\prec B\iff (A\preceq B\land B\not \preceq A)}